# Careproctus atakamensis
Careproctus atakamensis är en fiskart som beskrevs av Andriashev, 1998. Careproctus atakamensis ingår i släktet Careproctus och familjen Liparidae. Inga underarter finns listade.